# 알라트리스테
《알라트리스테》(Alatriste)는 스페인에서 제작된 어거스틴 디아즈 야네스 감독의 2006년 영화이다. 비고 모텐슨 등이 주연으로 출연하였고 안토니오 카르데날 등이 제작에 참여하였다.

## 출연

### 주연
- 비고 모텐슨
- 엘레나 아나야

### 조연
- 필라 바르뎀
- 하비에 카마라
- 안토니오 드첸트
- 나디아 드 산티아고
- 후안 에차노브
- 에두아르드 페르난데즈
- 프란체스크 가리도
- 아리아드나 길
- 필라르 로페스 데 아얄라
- 엔리코 로 베르소

## 기타
- 원작자: 아르뛰르 페레즈-리베르떼
- Line PD: 크리스티나 주마라가
- 배역: 루이스 산 나르시소